# Miguel Maury Buendía

Stema episcopală a lui Miguel Maury Buendía

Miguel Maury Buendía (n. 19 noiembrie 1955, Madrid, Noua Castilie⁠(d), Spania) este un arhiepiscop catolic și diplomat al Sfântului Scaun. A îndeplinit funcția de nunțiu apostolic în Kazahstan, Kârgâzstan și Tadjikistan (2008-2015) și apoi pe cea de nunțiu apostolic în România și Republica Moldova (2015-2023). În data de 13 aprilie 2023 a fost numit nunțiu apostolic în Marea Britanie.

## Biografie

### Studii
Miguel Maury Buendía s-a născut la Madrid în 19 noiembrie 1955, într-o familie cu rădăcini andaluze. A efectuat studiile primare la Colegiul San Estanislao de Kotska al părinților iezuiți din Málaga, studiile secundare la Instituto Ramiro de Maeztu din Madrid, câteva cursuri de muzică la Conservatorul Regal de Muzică din Madrid și a obținut licența în geografie și istorie, specializarea Istoria Artei, la Facultatea de Filosofie și Litere a Universidad Autónoma de Madrid.
După absolvirea ciclului instituțional de studii filosofice și teologice la Seminarul Conciliar din Madrid, a fost hirotonit preot pe data de 26 iunie 1980 în biserica S. Francisco de Borja din Madrid de către cardinalul Vicente Enrique y Tarancón, arhiepiscop de Madrid, fiind încardinat în Arhidieceza de Madrid. Pe 1 iulie 1980 a fost numit vicar al parohiei Sfânta Treime din Collado Villalba, unde a rămas până în octombrie 1984. În timpul serviciului militar a slujit succesiv pe post de capelan al Spitalului Militar din Barcelona și al Școlii Superioare a Armatei de la Madrid.

### Activitate diplomatică
A obținut licența în teologie dogmatică la Universitatea Pontificală din Salamanca, cu teza La experiencia de la gracia en Santa Teresa („Experiența harului în sfânta Tereza”, 1985) și doctoratul în drept canonic la Universitatea Pontificală Santo Tomaso in Urbe (Angelicum) din Roma, cu teza radical Concepto radical de Derecho desde la filosofía de Xavier Zubiri („Conceptul radical de drept din filozofia lui Xavier Zubiri”, 1987); după urmarea a doi ani de studii diplomatice la Academia Pontificală Ecleziastică din Roma, el a intrat în serviciul diplomatic al Sfântului Scaun pe 13 iulie 1987, fiind numit, succesiv, ca secretar la nunțiaturile apostolice din Rwanda, Uganda, Maroc și Nicaragua (1987-1996) și pe post de consilier la nunțiaturile din Egipt, Slovenia și Macedonia și Irlanda (1996-2004).
În timpul serviciului diplomatic a desfășurat în diferite moduri slujirea pastorală directă; între funcțiile exercitate trebuie menționate cele de profesor la Seminarul Național din Nicaragua și la Liceul italian din Cairo și de capelan auxiliar al Corpului de Carabinieri și al reședinței congregației surorilor care se ocupă de bătrânii abandonați din Roma.
Pe 8 iunie 1999 a fost numit prelat de onoare al Sanctității Sale. Începând din 1 septembrie 2004 s-a ocupat de țările din Europa de Sud-Est în Secțiunea pentru Relații cu Statele din Secretariatul de Stat al Sfântului Scaun. El a reprezentat, de asemenea, Sfântul Scaun la diverse congrese internaționale și conferințe internaționale și a învățat limbile italiană, engleză, franceză, slovenă și rusă. 

### Nunțiu apostolic
Pe 19 mai 2008 papa Benedict al XVI-lea l-a numit arhiepiscop titular de Italica și nunțiu apostolic în Kazahstan, iar pe 19 iulie 2008 în Kârgâzstan și Tadjikistan. Pe 12 iunie 2008 a fost consacrat ca episcop în Bazilica Santa Maria Maggiore din Roma de către cardinalul Tarcisio Bertone, secretar de stat al Sfântului Scaun și camerlengo al Camerei Apostolice, asistat de cardinalul Antonio María Rouco Varela⁠(d), arhiepiscop de Madrid, și de Pier Giacomo De Nicolò, arhiepiscop titular de Martanae Tudertinorum. A obținut mai multe distincții printre care Ordinul Isabel la Católica (Regatul Spaniei), Medalia cu placă a Ordinului ecvestru al Sfântului Mormânt din Ierusalim (Sfântul Scaun) și Medalia Ordinului Milostivirii (Republica Kazahstan).
În 5 decembrie 2015 a fost numit nunțiu apostolic în România, cumulând din 25 ianuarie 2016 și funcția de nunțiu apostolic în Republica Moldova.